# Douglas Martin
Douglas Martin (...) è un fotografo statunitense della Associated Press, vincitore del World Press Photo of the Year 1957. La fotografia vincitrice ritrae Dorothy Counts, prima studentessa afroamericana ad essere accettata alla Harry Harding High School, presa in giro ed insultata dai suoi compagni di scuola bianchi.